# 면역학

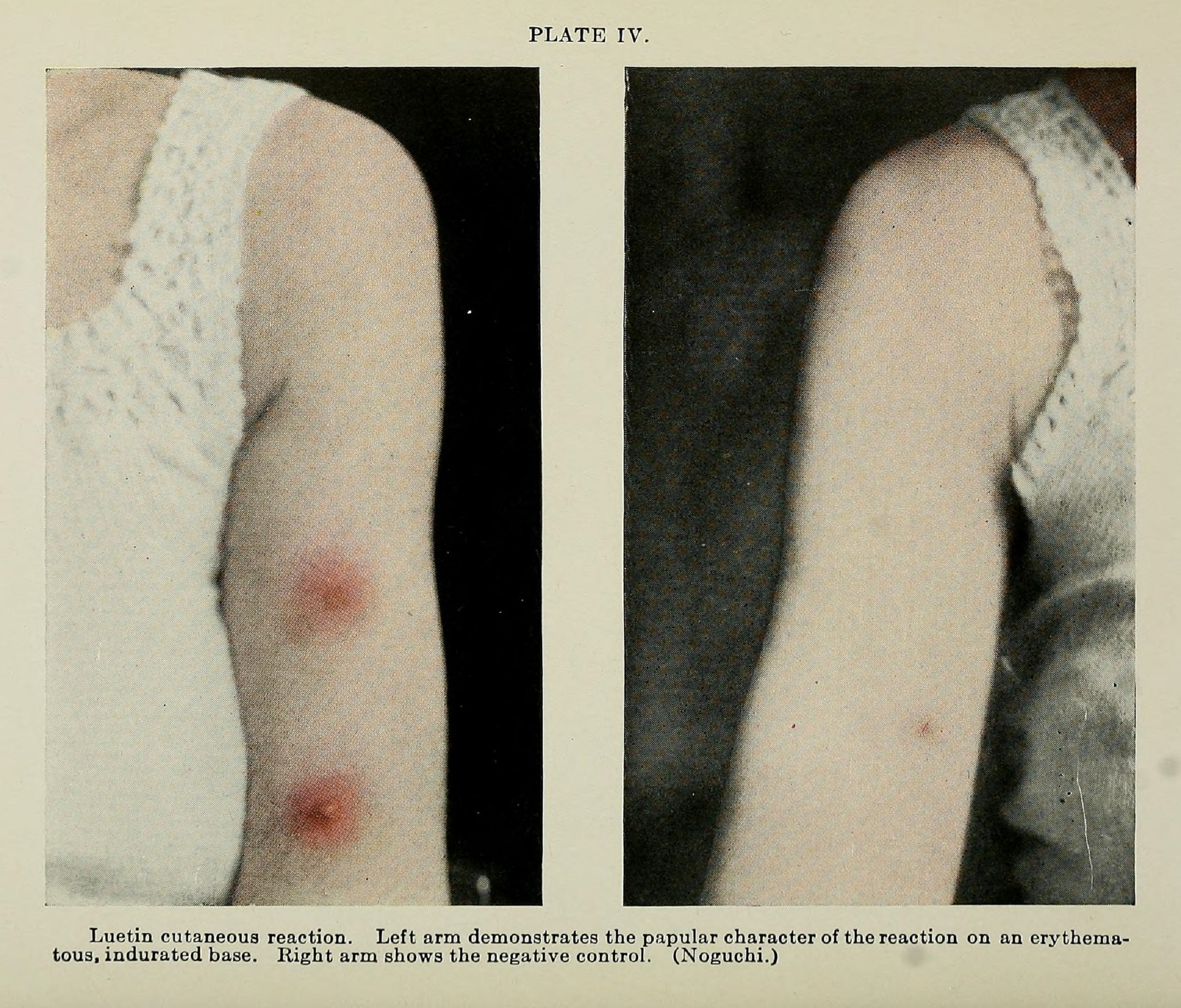

면역학(免疫學, 영어: immunology)은 여러 생물체의 면역계에 대해 연구하는 생물의학(biomedical)의 한 분야이다.  건강한 상태 및 질병에 걸린 상태에서의 면역계의 생리적 작용에 대해서 다루며, 특히 면역계의 오류로 인한 질환(자가 면역 질환, 과민증, 면역 결핍증, 이식 거부) 및 면역계의 생리학적 특성에 대해서 관심있게 다루고 있다.

## 역사
면역 반응은 과거부터 '한번 병에 걸리면 다음에는 그 병에 잘 걸리지 않는다'라고 알려져 왔다. 이를 실제로 적용한 사람은 18세기 말의 제너로, 소에게 걸리는 우두(cowpox)를 이용하여 사람의 치명적인 병이었던 천연두(smallpox)의 예방 방법을 적용한 것을 면역학의 시초로 볼 수 있다. 이후 각종 질병의 원인균들이 발견되고, 프랑스의 루이 파스퇴르(Louis Pasteur)가 최초로 근대화된 예방접종법(vaccination)을 개발하면서 본격적으로 의학과 함께 발전하기 시작했다.
러시아의 생물학자 엘리 메치니코프에 의해 면역학 연구가 촉진되었으며, 메치니코프는 이에 대한 공로를 인정받아 1908년 노벨상을 수상했다. 메치니코프는 장미 가시를 불가사리에 꽂고, 24시간 뒤에 세포들이 가시를 둘러싼 것을 관찰하였다. 식세포 작용을 처음으로 관찰하고 명명한 것도 메치니코프였다.
현재 인간의 각종 질병들, 특히 AIDS, 암과 같은 난치성 질환에 대한 면역치료는 큰 과제로 남아있다.

## 개요
인간(또는 분류 상 파충류, 조류, 포유류에 속하는 동물들)의 면역 반응은 혈액 속의 백혈구에 의해 일어나며, 크게 체액성 면역 (humoral immunity)과 세포성 면역 (T-cell mediated immunity)으로 나눌 수 있다. 이러한 면역반응은 내게 속한 것들에 대해서는 관용(tolerance)을 보이고 그 외에는 모두 공격하는 반응인데, 이러한 반응을 잘 이용하면 질병을 치료하는 데 크게 도움이 된다. 그러나 면역반응이 잘못 일어나면 나 자신을 공격하게 될 수도 있으며 이로 인해 다양한 면역 관련 질환이 발생하게 된다. 인슐린 의존형 당뇨병 (insulin-dependent diabetes mellitus), 류마티즘 (Rheumatoid arthritis), 홍반성 낭창 (Systemic lupus erythematosus) 이 대표적인 면역 관련 질환이다. 또한 조직 이식의 경우 이러한 면역반응으로 인해 이식된 조직이 파괴되기도 하며, 따라서 면역기능의 적절한 억제 또한 면역학의 중요한 과제이다.

## 면역 반응 종류
면역 반응은 크게 2가지로 나누어 이해할 수 있다. 이 때, 2가지로 구분하는 방법 자체가 2가지가 있다.
- 체액성 면역(humoral immunity) vs. 세포성 면역(cell-mediated immunity)
- 선천성 면역(innate immunity) vs. 적응성 면역(adaptive immunity)

## 관련 세포
혈구중 하나인 백혈구는 크게 식세포와 림프구로 나뉜다.

식세포
- 호염기성백혈구 : 알러지 반응에 관여한다. 히스타민을 분비하며 T세포의 분화를 촉진한다.
- 호산성백혈구 : 기생충을 죽인다.
- 호중성백혈구 : 병원체를 먹는다. (비특이적 면역)
- 비만 세포 : 히스타민을 분비한다.
- 단핵구 : 대식세포로 분화한다. 모노카인을 분비한다.
- 대식세포 : 미생물을 소화사며, T세포에 항원결정부위(epitope)를 제시하여 활성화시킨다. 림포카인을 분비한다.
- 수지상 세포 : 항원을 제시한다.

림프구
- B세포 : 형질세포로 항체를 분비하며, 기억세포가 된다.
- T세포 : 독성 T 세포는 세포성 면역에 관계하며 도우미 T 세포는 B 세포를 분화시킨다.
- 자연 살세포 : 비특이적 방어, 세포자살에 관여한다.